# Toonturama
Toonturama es un bloque de programación infantil estadounidense que se transmite en la cadena de televisión en español UniMás (antes conocida como Telefutura Network) que debutó el 15 de enero de 2002. Los programas presentados en el bloque consisten en una mezcla de series originalmente producidas en español y versiones dobladas de series que fueron originalmente producidas y transmitidas en inglés.

## Historia
El 15 de enero de 2002, un día después del lanzamiento de la red, UniMás (entonces conocida como TeleFutura) estrenó tres bloques de programas infantiles dirigidos a diferentes públicos juveniles. Dos de ellos, Toonturama y Toonturama Junior, se emitían los fines de semana por la mañana. Toonturama incluyó una programación de tres horas que consistió principalmente en versiones dobladas de series animadas estadounidenses, canadienses y europeas originalmente producidas en inglés (incluyendo Bob, el constructor, Cuentos de la Cripta, Los Conejitos Torpes, Escuadron del Aire, Patrulla de Sapitos, Los Nuevos Cuentos de Felix el Gato y El niño problema), así como series de anime japonesas (Perdidos en el universo, Tenchi Universe y El Barón Rojo). Patrulla de Sapitos fue una excepción al doblaje, ya que se tuvo que usar un doblaje en inglés para solucionar problemas de traducción. Toonturama Junior fue un bloque complementario de dos horas que precedió a Toonturama los sábados y domingos por la mañana, con programas dirigidos a niños en edad preescolar que cumplían con los requisitos de programación educativa definidos por la Ley de Televisión Infantil. El tercer bloque, Mi Tele, era un bloque de animación de dos horas en las mañanas de lunes a viernes con una mezcla de dibujos animados importados en español, como Fantaghiro, El Señor Bogus, El Nuevo Mundo de los Gnomos y Anatole.
Entre los programas presentados en Toonturama Junior se encuentran Plaza Sésamo, Televisa y la adaptación en español de Sesame Workshop de Sesame Street. Presenta una mezcla de segmentos originales con personajes basados en su serie principal con sede en EE. UU. E intersticiales de Televisa. El programa se trasladó a TeleFutura después de siete años en Univision.

## Programas de televisión
- Fantaghiro (15 de enero de 2002 - 15 de marzo de 2002)
- El Señor Bogus (15 de enero de 2002 - 27 de abril de 2003)
- El Nuevo Mundo de los Gnomos (15 de enero de 2002 - 6 de octubre de 2002)
- Anatole (15 de enero de 2002 - 6 de octubre de 2002)
- El Club de los Tigritos (19 de enero de 2002 - 27 de abril de 2003)
- Las Super Modelos (19 de enero de 2002 - 6 de octubre de 2002)
- Yolanda, la Hija del Corsario Negro (19 de enero de 2002 - 17 de marzo de 2002)
- El Lagartijo de Ned (19 de enero de 2002 - 8 de enero de 2005)
- Stickin' Around (19 de enero de 2002 - 17 de marzo de 2002)
- Cadillacs y Dinosaurios (19 de enero de 2002 - 27 de julio de 2003)
- Guerreros Miticos (19 de enero de 2002 - 29 de diciembre de 2002)
- Cuentos de la Cripta (19 de enero de 2002 - 8 de enero de 2005)
- Perdidos en el Universo (19 de enero de 2002 - 17 de marzo de 2002)
- Historias de Fútbol (20 de abril de 2002 - 7 de julio de 2002)
- El Universo de Tenchi (20 de abril de 2002 - 7 de julio de 2002)
- Los Conetijos Torpes (2 de noviembre de 2002 - 8 de enero de 2005)
- Widget (2 de noviembre de 2002 - 27 de julio de 2003)
- Los Nuevos Cuentos de Felix el Gato (4 de enero de 2003 - 27 de abril de 2003)
- Bruno the Kid (4 de enero de 2003 - 27 de julio de 2003)
- Combate Mortal: Defensores del Reino (4 de enero de 2003 - 27 de abril de 2003)
- El Barón Rojo (4 de enero de 2003 - 27 de julio de 2003)
- Plaza Sésamo (3 de mayo de 2003 - 7 de mayo de 2016; 1 de mayo de 2017 - 4 de abril de 2020)
- El Espacio de Tatiana (3 de mayo de 2003 - 1 de agosto de 2004)
- Marcelino Pan y Vino (2 de agosto de 2003 - 1 de enero de 2006)
- Bob el Constructor (2 de agosto de 2003 - 4 de septiembre de 2005; 2 de agosto de 2006 - 1 de abril de 2008)
- Policías de Cuentos (2 de agosto de 2003 - 1 de julio de 2006)
- Momia y Niñera (2 de agosto de 2003 - 1 de julio de 2006)
- El Pequeño Elvis (2 de agosto de 2003 - 30 de agosto de 2003; 10 de septiembre de 2005 - 28 de octubre de 2007)
- Academia de Gladiadores (2 de agosto de 2003 - 4 de septiembre de 2005)
- Patrulla de Sapitos (6 de septiembre de 2003 - 11 de marzo de 2012; 5 de septiembre de 2014 - 31 de mayo de 2018)
- El Cubo de Donalú (7 de agosto de 2004 - 9 de enero de 2005)
- Escuadron del Aire (10 de septiembre de 2005 - 28 de agosto de 2010)
- El Niño Problema (11 de septiembre de 2005 - 30 de marzo de 2008)
- Zipi y Zape (11 de septiembre de 2005 - 28 de enero de 2007)
- Reino Animal (10 de septiembre de 2005 - 9 de junio de 2018)
- Betty Toons (8 de julio de 2006 - 28 de febrero de 2008)
- Toonturama Presenta: La Vida Animal (4 de noviembre de 2007 - 30 de septiembre de 2012)
- Aventura Animal (7 de octubre de 2012 - 29 de abril de 2018)
- Masha y el Oso (9 de septiembre de 2018 - 29 de diciembre de 2019)
- Super Genios (14 de mayo de 2016 - 25 de julio de 2021)
- El Mundo es Tuyo (7 de mayo de 2018 - presente)
- Animal Fanpedia (2 de agosto de 2020 - presente)
- La pandilla curiosa (26 de diciembre de 2021 - presente)

- Datos: Q7824187